# 1791 en philosophie
Chronologie de la philosophie
- 1787
- 1788
- 1789
- 1790
- 1791
- 1792
- 1793
- 1794
- 1795

L’année 1791 a été marquée, en philosophie, par les événements suivants :

## Publications
- Thomas Paine : Rights of Man (Les droits de l’homme, 1791-1792) : réponse à Edmund Burke (Réflexions sur la Révolution française, 1790) ; critique du régime anglais.

- Francesco Soave : Istituzioni di logica, metafisica ed etica.

## Décès
- 19 avril : Richard Price (né le 23 février 1723) est un pasteur, un pamphlétaire, un moraliste, un philosophe, un mathématicien et un économiste gallois.